# Tarsius supriatnai
Tarsius supriatnai — вид приматів з родини довгоп'ятових (Tarsiidae). Описаний у 2017 році.

## Етимологія
Вид названо на честь індонезійського приматолога Ятни Супріатни (нар. 1951) за його внесок у вивчення та збереження індонезійських приматів.

## Поширення
Ендемік індонезійського острова Сулавесі. Поширений в північній частині півострова Мінагаса. Мешкає у вологих тропічних лісах.

## Опис
Зовні дуже схожий на Tarsius spectrumgurskyae. Відрізняється більшою плямою біля основи вух, довшими задніми кінцівками, дуже довгим хвостом і довшим середнім пальцем. Вага дорослої самиці 104—114 г, вага самця близько 135 г. Крім того, від інших довгоп'ятів відрізняється вокалізацією.